# Zoran Tomić
Zoran Tomić (Novi Pazar, 24 oktober 1958 – Istanboel, 14 juni 1989) was een profvoetballer uit Joegoslavië.

## Loopbaan
Tomić kwam acht jaar lang uit voor het Bosnische FK Sloboda Tuzla, een voetbalclub in de toenmalige hoogste Joegoslavische divisie. In 1986 maakte de middenvelder de overstap naar Orduspor in de Turkse 2. Lig. Twee jaar later verkaste hij naar Samsunspor, dat uitkwam in de 1. Lig.

## Overlijden
Op 20 januari 1989 was hij met zijn ploeg onderweg naar Malatya voor de uitwedstrijd tegen Malatyaspor. De spelersbus van Samsunspor botste op een vrachtwagen. De chauffeur van de bus, Asim Özkan, trainer Nuri Asan en de spelers Mete Adanır en Muzaffer Badaloğlu kwamen daarbij op slag om het leven. Zeven andere spelers werden zwaar gewond, van wie drie dusdanig ernstig dat zij hun carrière onmiddellijk moesten beëindigen. Tomić was een van de zwaargewonden. Hij lag maandenlang in coma en overleed bijna vijf maanden later zonder bijgekomen te zijn aan zijn verwondingen.